# Wjaczesław Wołosow
Wjaczesław Wjaczesławowycz Wołosow (ukr. В'ячеслав В'ячеславович Волосов; ur. 28 listopada 1976) − ukraiński kulturysta pochodzący z Doniecka. Mistrz Europy oraz wicemistrz świata w kulturystyce amatorskiej.

## Życiorys
Absolwent Państwowego Instytutu Kultury Fizycznej i Sportu w Dniepropietrowsku.
Kulturystyką zajął się już jako trzynastolatek. Pierwszy znaczący sukces sportowy odniósł w roku 2007, gdy podczas Pucharu Ukrainy organizowanego przez federację FBBU (ФББУ) zajął szóste miejsce wśród zawodników o masie przekraczającej 90 kg. W 2009 wziął udział w siedmiu konkursach kulturystycznych. W trakcie Pucharu Kijowa objął trzecie miejsce na podium wśród mężczyzn o wadze powyżej 85 kg, a podczas Pucharu Ukrainy − drugie w kategorii 100 kg+. Tego roku startował także w Mistrzostwach Ukrainy; ulokował się na drugim miejscu wśród zawodników o masie przekraczającej 100 kg. W 2010 został zwycięzcą Pucharu Lwowa i Mistrzostw Europy federacji WABBA w kategoriach ogólnych, a także wicemistrzem Pucharu Krymu w klasie mistrzowskiej (master class) oraz wicemistrzem świata WABBY w kategorii wysokich zawodników. Dwa lata później zajął pierwsze miejsce na podium w trakcie Pucharu Ukrainy w kategorii 100 kg+. Wystartował też w Mistrzostwach Europy w Kulturystyce Mężczyzn federacji IFBB, w tej samej kategorii; zajął dziesiątą pozycję.
Mieszka w Kijowie wraz z żoną i synem. Ma siostrę Alinę. Od początku lat dwutysięcznych pracuje jako trener osobisty, jest także dietetykiem.
W 2015 jako ochotnik dołączył do ukraińskich oddziałów wojskowych walczących z Rosją podczas wojny w Donbasie.

## Osiągnięcia (wybór)
- 2007
  - Puchar Ukrainy, federacja FBBU, kategoria 90 kg+ − VI m-ce
- 2009
  - Puchar Kijowa, kategoria 85 kg+ − III m-ce
  - Puchar Kijowa, kategoria ogólna − IV m-ce
  - Puchar Ukrainy, federacja FBBU, kategoria 100 kg+ − II m-ce
  - Zawody Hercules Classic, kategoria ogólna − V m-ce
  - Mistrzostwa Kijowa, kategoria 90 kg+ − III m-ce
  - Puchar "Ukrtatnafta" (Укртатнафта), kategoria ogólna − V m-ce
  - Mistrzostwa Ukrainy, federacja FBBU, kategoria 100 kg+ − II m-ce
  - Puchar Olimpa, kategoria ogólna − V m-ce
- 2010
  - Puchar Krymu, kategoria master class − II m-ce
  - Puchar Lwowa, kategoria ogólna − I m-ce
  - Mistrzostwa Europy, federacja WABBA, kategoria ogólna − I m-ce
  - Mistrzostwa Świata, federacja WABBA, kategoria wysokich zawodników − II m-ce
- 2012
  - Puchar Kijowa, kategoria 85 kg+ − IV m-ce
  - Puchar Ukrainy, federacja FBBU, kategoria 100 kg+ − I m-ce
  - Mistrzostwa Europy Mężczyzn, federacja IFBB, kategoria 100 kg+ − X m-ce
  - Grand Prix "Hero", kategoria ogólna − VII m-ce